# Auststeinen
Der Auststeinen (norwegisch für Oststein) ist ein kleiner Berg im ostantarktischen Königin-Maud-Land. In den Russkiye Mountains ragt er 28 km östlich des Sarkofagen auf.
Norwegische Wissenschaftler benannten ihn nach der Tatsache, dass er der östlichste Berg des Fimbulheimen ist.